# Kalte Heimat (Film)
Kalte Heimat – Leben im nördlichen Ostpreußen ist ein deutscher Dokumentarfilm von Volker Koepp mit dem Kameramann Thomas Plenert von 1994/95. Er beschreibt das Leben in der russischen Oblast Kaliningrad der Gegenwart.

## Inhalt
Der Film zeigt Menschen in diesem Gebiet und befragt sie nach ihrem Alltag, ihren Sorgen und Gedanken. Sie waren 1945 aus den verschiedensten Gebieten der Sowjetunion in das verlassene Gebiet gekommen und hatten sich hier niedergelassen oder sind deren Nachkommen.

„Inmitten einer windzerzausten, kargen Landschaft begegnet Volker Koepp (…) Juden aus Polen, Deutschen aus Sibirien, Deutschen, die nach dem Krieg bleiben konnten, anderen, die auf Besuch in der alten Heimat sind oder Russen, die Opfer von Stalins Nationalitätenpolitik geworden waren.“

Dabei werden Menschen, die dem Filmteam bei dessen Fahrt durch die Städte und Dörfer zufällig über den Weg laufen, behutsam befragt.

„Volker Koepp nimmt sich viel Zeit bei seiner Reise durch das nördliche Ostpreußen (…). Scheinbar wahllos greift er sich seine Gesprächspartner aus den Menschen heraus, die ihm begegnen, er versteht es, ihnen die Befangenheit zu nehmen und sie zum Sprechen zu bringen. So erfährt man mancherlei über ihre Lebensweise, ihre großen und kleine Sorgen, ihre Hoffnungen und Befürchtungen. (…)  Es wird auch viel geschwiegen, und mitunter sagt dieses Schweigen mehr aus als viele Worte.“

Dem Kameramann Thomas Plenert gelingen melancholische Landschaftsbilder, die durch dezente Musik noch verstärkt werden. Der Film lebt von der unausgesprochenen Spannung um das Wissen, dass dieses Gebiet viele Jahrhunderte von Deutschen bewohnt war, mit Blicken auf verfallende Dorfkirchen, erhaltene Wohngebäude und Scheunen und die romantischen Alleen aus dieser Zeit, aber ohne den Anspruch, die Zeit zurückdrehen zu wollen.

## Hintergründe
1994 konnte die Oblast Kaliningrad, das frühere nördliche Ostpreußen, erstmals nach der sowjetischen Eroberung von 1945 und der Vertreibung der meisten Deutschen, von Ausländern besucht werden. Der Dokumentarfilmer Volker Koepp nutzte diese Gelegenheit mit seinem Filmteam, um die Gegenwart und Vergangenheit dieses unbekannten Landstrichs zu erkunden.

## Aufführungen und Nachwirkungen
Der Film wurde erstmals am 19. Februar 1995 während der Berliner Filmfestspiele öffentlich gezeigt. Danach wurde er bei verschiedenen Filmfestivals aufgeführt. Die erste TV-Ausstrahlung erfolgte am 1. Juli 1996 bei West 3. Danach wurde er mehrfach in weiteren regionalen öffentlichen Sendern und in der ARD gezeigt.
Am 25. November 2011 veröffentlichte das Label Salzgeber Services eine DVD in der deutsch-russischen Originalfassung mit deutschen Untertiteln.
Koepp drehte danach weitere Dokumentarfilme im ehemaligen Ostpreußen: Die Gilge (1996), Fremde Ufer (1998), Kurische Nehrung (2001), Holunderblüte (2007) über die junge Generation in diesem Gebiet und zuletzt Memelland (2008).

## Rezeption

### Auszeichnungen
- 1995 Visions du Réel, Nyon (Schweiz), Publikumspreis
- 1995 Bundesfilmpreis, Filmband in Gold, für Kameramann Thomas Plenert

### Kritik
Das Dokfest München schrieb 2025 in seiner Filmankündigung: „Ein sinnlicher, Raum und Zeiten übergreifender Film, mit bewegenden Lebensgeschichten und beeindruckenden, lebensklugen und still bescheidenen Menschen.“
Der Kritiker des Deutschen Kulturforums östliches Europa schrieb, der Filmemacher begegne mit Sympathie und Offenheit den Menschen, spüre ihren Geschichten nach, höre ihnen zu und entdecke Landschaften von herber und unverwechselbarer Schönheit.
Das Portal Cinema nannte die Filme des Dokumentaristen Koepp „Übungen in Langsamkeit“. Über drei Stunden nehme sich der Regisseur Zeit, um die Bewohner der kargen Landschaft um die russische Enklave Kaliningrad (Königsberg) zu porträtieren. Dabei verzichte der Regisseur auf Kommentar und Wertung und lasse die Menschen selbst über ihre „Kalte Heimat“ sprechen.